# يوليا كولب
يوليا كولب (بالهولندية: Julia Culp)‏ هي مغنية أوبرا هولندية، ولدت في 6 أكتوبر 1880 في خرونينغن في هولندا، وتوفيت في 13 أكتوبر 1970 في أمستردام في هولندا.

## وصلات خارجية
- يوليا كولب على موقع ميوزك برينز (الإنجليزية)
- يوليا كولب على موقع ديسكوغز (الإنجليزية)